# Природничий університет у Познані
51°06′40″ пн. ш. 17°03′50″ сх. д. / 51.11111° пн. ш. 17.06389° сх. д.
Природничий університет у Познані (пол. Uniwersytet Przyrodniczy w Poznaniu) — природничий заклад вищої освіти у польській Познані, заснований у 1919 році.

## Історія
Заснований у 1919 році як факультет сільського та лісового господарства Познаньського університету. Заняття на факультеті розпочалися в жовтні 1919 року. Тоді ж заснований дендрологічний парк. У 1920 році факультетом придбано КОлегіум Рунгого, а в 1937 році Колегіум імені Цешковських. У роки Другої світової війни, з 1942 року, навчання на факультеті здійснювалося таємно. У 1949 році створено сільськогосподарський факультет з вивчення садівництва та лісовий факультет. 
У 1951 році всі три факультети відокремлені в самостійну вищу школу як Сільськогосподарську вищу школу у Познані за напрямами підготовки:  зоотехнічні (1951), деревообробні (1954), садівництво (1956), агропродовольчі технології (1962), водна меліорація (1970) та економічно-соціальні студії (2007). 
У 1972 році перейменований на Академія сільського господарства. У 1996 році закладу присвоєно ім'я Августа Цешковського.
У 2008 році реорганізований у Природничий університет у Познані.

## Факультети
За порядком створення:
- Факультет сільського господарства та біоінженерії
- Фкультет лісового господарства
- Факультет ветеринарної медицини і тваринництва
- Факультет деревообробки
- Факультет садівництва та садово-паркової архітектури
- Факультет харчової промисловості та харчування
- Факультет екологічної інженерії та управління
- Факультет економіки та суспільства.

## Ректори

### Сільськогосподарська вища школа
- Тадеуш Моленда (1951–1954)
- Казімеж Гавенцький (1954–1959)
- Владислав Венгорек (1959–1965)
- Збишко Тухолка (1965–1972)

### Академія сільського господарства
- Єжи Зволінський (1972–1978)
- Тадеуш Чвойдрак (1978–1981)
- Войцех Дєнцьоловський (1981–1982)
- Влодімеж Фішер (1982–1990)
- Казімеж Шебьотко (1984–1987)
- Ришард Ганович (1990–1996)
- Єжи Пуделко (1996–2002)
- Ервін Вонцович (2002–2008)

### Природничий університет
- Гжегож Скжипчак (2008–2016)
- Ян Пікуль (з 2016).